# Felix Reda

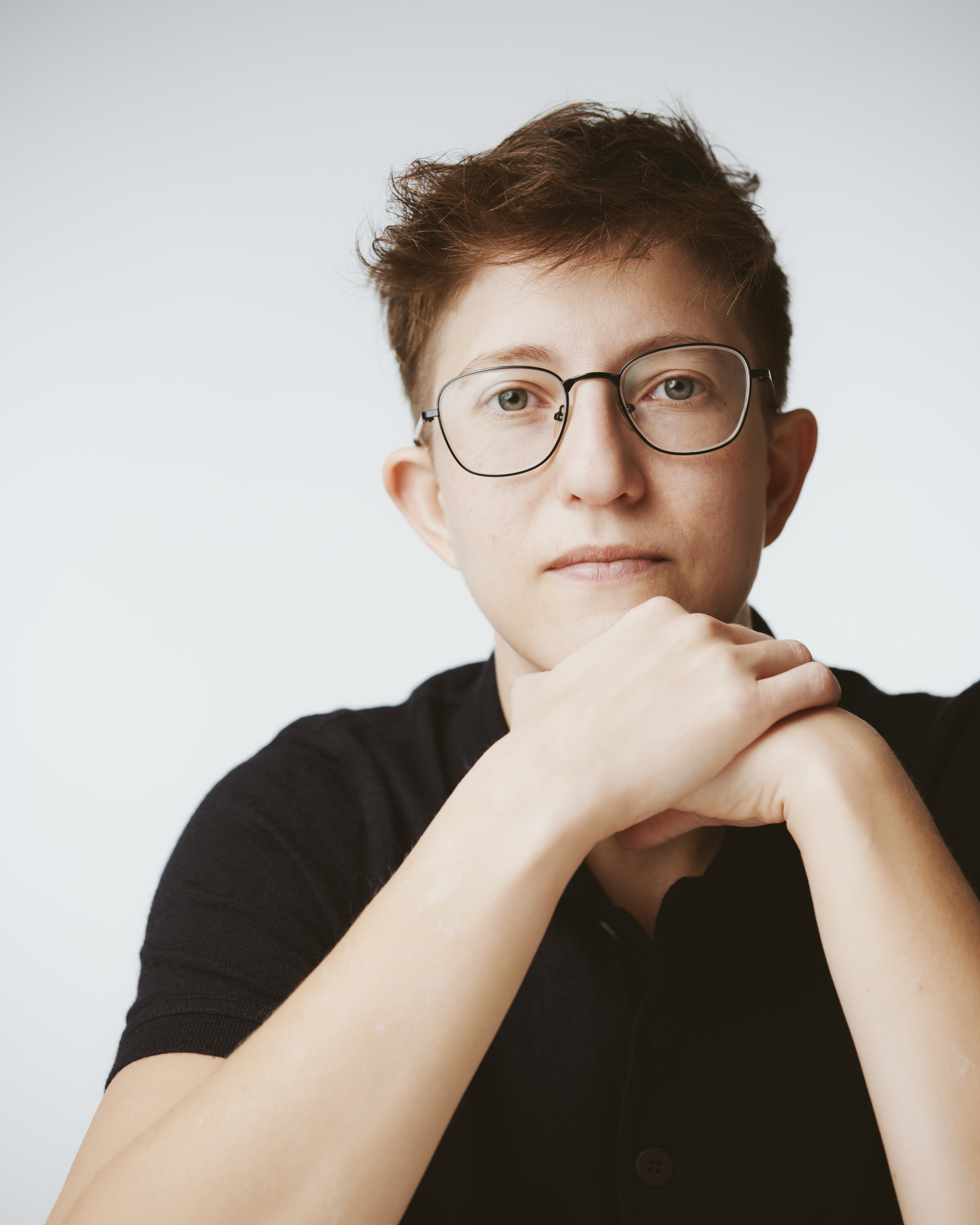
Felix Reda (2022)

Felix Reda (* 30. November 1986 in Bonn als Julia Reda) ist ein ehemaliger deutscher Politiker (parteilos, zuvor von 2009 bis 2019 Piratenpartei Deutschland), der von 2014 bis 2019 Mitglied des Europäischen Parlaments innerhalb der Fraktion Die Grünen/EFA war. Außerdem war er von 2013 bis 2015 der Vorsitzende der Young Pirates of Europe.

## Leben

### Werdegang
Reda wuchs in Bonn auf, beide Eltern waren Akademiker und arbeiteten als Übersetzer aus dem Italienischen. Trotz seines aus Kalabrien stammenden Vaters wuchs er nicht zweisprachig auf und entschied sich auf dem Gymnasium für Französisch als zweite Fremdsprache statt Italienisch. Seine letzten Schuljahre vor dem Abitur lebte er in Berlin-Neukölln. Er wurde mit 16 Jahren Mitglied der SPD. Wegen der Haltung der SPD zu Netzsperren wechselte er im Jahr 2009 zur Piratenpartei. Von 2010 bis 2012 war er Bundesvorsitzender der Jungen Piraten. Mit Gründung der Young Pirates of Europe im August 2013 wurde er deren erster Vorsitzender. Im Jahr 2012 machte er ein Praktikum bei der schwedischen Europa-Abgeordneten Amelia Andersdotter.

### Einzug ins Europäische Parlament
Am ersten Januarwochenende 2014, kurz vor dem erfolgreichen Abschluss seines Magisterstudiums in den Fächern Politikwissenschaft und Publizistik an der Johannes Gutenberg-Universität Mainz, wurde er in Bochum auf Platz 1 der Bundesliste der Piratenpartei für die Europawahl 2014 gewählt.
Bei der Europawahl in Deutschland 2014 wurde er in das Europäische Parlament gewählt. Dort schloss er sich der Fraktion Grüne/EFA an, von der er zu einem der stellvertretenden Fraktionsvorsitzenden gewählt wurde. Er war Mitglied im Rechtsausschuss und stellvertretendes Mitglied im Ausschuss für Binnenmarkt und Verbraucherschutz sowie im Petitionsausschuss.
Anfang November 2014 bestimmte der Rechtsausschuss des Europaparlaments Reda zum Berichterstatter für die Evaluation der Umsetzung der Urheberrechtsrichtlinie von 2001, der sogenannten „InfoSoc-Richtlinie“. Die europäische Ausgabe des englischsprachigen Politmagazins Politico wählte ihn 2016 auf Platz 37 der magazineigenen Liste der 40 wichtigsten Mitglieder des Europäischen Parlaments und 2017 auf Platz 38.
Im Jahr 2019 war Reda einer der führenden Köpfe der Proteste gegen den Artikel 13 der Urheberrechtsreform der Europäischen Union.
Reda trat am 27. März 2019 aus der Piratenpartei aus und rief dazu auf, bei der Europawahl nicht die deutsche Piratenpartei zu wählen, da gegen den aktuellen Kandidaten auf Listenplatz zwei, Redas ehemaligen Büroleiter Gilles Bordelais, Vorwürfe der sexuellen Belästigung im Raum stehen. Bordelais bestritt die Vorwürfe. Zur Europawahl 2019 trat Reda nicht wieder an, Spitzenkandidat der Piratenpartei Deutschland war statt seiner Patrick Breyer.

### Weitere Tätigkeiten
Nach dem Ende seines Abgeordnetenmandats im Europaparlament erhielt Reda ein Fellowship am Berkman Klein Center for Internet & Society der Harvard University, um sich mit Möglichkeiten der Modernisierung des akademischen Verlags- und Veröffentlichungswesens auseinanderzusetzen, einen gerechteren Zugang zu Wissen zu ermöglichen sowie Akademiker zu befähigen, ihre Forschung im Sinne von „Open Science“ zu veröffentlichen. Er leitete bei der Gesellschaft für Freiheitsrechte das Projekt control c. Seit Mai 2020 ist er im ehrenamtlichen Vorstand der Open Knowledge Foundation Deutschland.  Seit März 2024 ist er beim zum Microsoft-Konzern gehörenden Unternehmen Github tätig. Seit April 2025 ist Reda im Vorstand der Gesellschaft für Freiheitsrechte.

### Persönliches
Im Januar 2022 gab Reda in einem Interview mit Juliane Löffler, das bei BuzzFeed und der Frankfurter Rundschau erschien, sowie auf seinem Twitter-Account bekannt, trans zu sein und von nun an den Namen Felix Reda zu nutzen.